# Чжань Юаньдін
Чжань Юаньдін (кит.: 陳婉婷, англ. Chan Yuen-ting; 7 жовтня 1988, Гонконг) — гонконгська футболістка і футбольний тренер.

## Біографія
Народилася 7 жовтня 1988 року в Гонконзі.
У 2010 році закінчила Китайський університет Гонконгу за спеціальністю географія. Пізніше отримала ступінь магістра спортивної науки та управління охороною здоров'я.

## Кар'єра гравця
Захопилася футболом через любов до гри Девіда Бекхема.
З 2007 по 2013 рік грав за клуб «Сатхінь».
З 2008 по 2013 рік виступала за жіночу збірну Гонконгу.

## Кар'єра тренера
У 2012—2013 роках була тренером у клубі «Саутерн».
У сезоні-2014/15, працюючи тренером, виграла юнацький чемпіонат Гонконгу (до 18 років) з командою «Гонконг Пегасус».

### «Істерн»
У липні—грудні 2015 року працювала в тренерському штабі чоловічого футбольного клубу «Істерн», що виступав у вищому дивізионі чемпіонату Гонконгу. 8 грудня 2015 року була призначена головним тренером команди. 27-річна Чжань стала першою жінкою, яка очолила чоловічий клуб вищого дивізіону чемпіонату Гонконгу.
У сезоні 2015/2016 «Істерн» став чемпіоном Гонконгу. Чжань Юаньдін стала першою в світі жінкою-тренером, яка виграла вищий дивізіон чоловічого чемпіонату з футболу (за це досягнення внесена в Книгу рекордів Гіннесса). Була визнана тренером року (2016) у Гонконзі. Також визнана жіночим тренером року (2016) АФК. У лютому 2017 року стала першою жінкою, яка очолює команду в Лізі чемпіонів АФК. У травні 2017 року покинула свій пост.

## Досягнення

### Як тренера

#### Командні
Істерн
- Чемпіон Гонконгу (1): 2015/16.
- Володар Суперкубка Гонконгу (1): 2016.

#### Індивідуальні
- Тренер року в Гонконзі (1): 2016.
- Жіночий тренер року АФК (1): 2016.